# Tractat de Gant
El  Tractat de Gant , signat el 24 de desembre de 1814 a Gant (en Bèlgica, en l'actualitat), va ser la pau que va donar fi a la Guerra Anglo-Americana de 1812-1815 entre els Estats Units i el Regne Unit. El tractat va restaurar en major part les relacions entre els dos països a l'statu quo ante bellum. A causa de la poca velocitat de les comunicacions de l'època, va prendre diverses setmanes perquè les notícies de la pau arribessin a Amèrica, després que va acabar la batalla de Nova Orleans.

## Antecedents
La delegació britànica estava composta pels diplomàtics William Adams, James Lord Gambier i Henry Goulburn. Les reunions entre les parts van ser endarrerides una setmana o més perquè els diplomàtics britànics no tenien el poder necessari per realitzar negociacions directes i van haver d'esperar ordres de Londres, mentre que la delegació nord-americana, composta per John Quincy Adams, James A. Bayard, Henry Clay, Albert Gallatin i el subaltern Jonathan Russell, tenien completa autoritat per negociar.
Els Estats Units no havien tingut èxit en les seves invasions del Baix i Alt Canadà, mentre que la Gran Bretanya tampoc havia tingut cap victòria significativa, llevat de l'incendi de Washington DC, amb les seves incursions en sòl nord-americà. L'objectiu que s'havien traçat els membres de la Cambra de Representants dels Estats Units era conquerir Canadà i Florida.

## L'acord
El Tractat establia l'alliberament de tots els presoners i la restauració de totes les terres i pots en disputa, això va significar el retorn als americans d'aproximadament 40.000 km² de territoris propers als llacs Superior i Michigan, de Maine i de la costa del Pacífic. El tractat no va imposar grans canvis a la situació prèvia a la guerra, però sí que va implicar unes quantes promeses. Així, Gran Bretanya va prometre tornar els esclaus capturats, però en canvi, uns anys més tard, va pagar per ells £250,000 als Estats Units. La proposta britànica de crear una zona índia amortidora a Ohio i Michigan es va col·lapsar després que la coalició índia s'enfonsés. Les febles garanties de l'article IX, pel que fa al tracte dels indis nord-americans van ser ignorades.

## Conseqüències
Es van detenir les lluites immediatament quan les notícies del tractat finalment van arribar als Estats Units, després de la victòria nord-americana a la batalla de Nova Orleans i la victòria britànica en la Batalla de Fort Bowyer, però abans de l'assalt britànic a Mobile (Alabama).
El Senat dels Estats Units va aprovar de manera unànime el tractat el 16 de febrer de 1815 i el president James Madison intercanviar els documents de ratificació amb un diplomàtic britànic a Washington DC el 17 de febrer d'aquest mateix any, sent proclamat el tractat el 18 de febrer de 1815. Onze dies més tard, l'1 de març de 1815, Napoleó Bonaparte escapava de la seva presó a l'illa d'Elba, començant novament la guerra a Europa i forçant als britànics a concentrar-se en l'amenaça que ell suposava.